# ألسويرث جيروم هيل
ألسويرث جيروم هيل (بالإنجليزية: Ellsworth Jerome Hill)‏ هو عالم نبات أمريكي، ولد في 1833، وتوفي في 1917.